# Rosaleda de Bagatelle

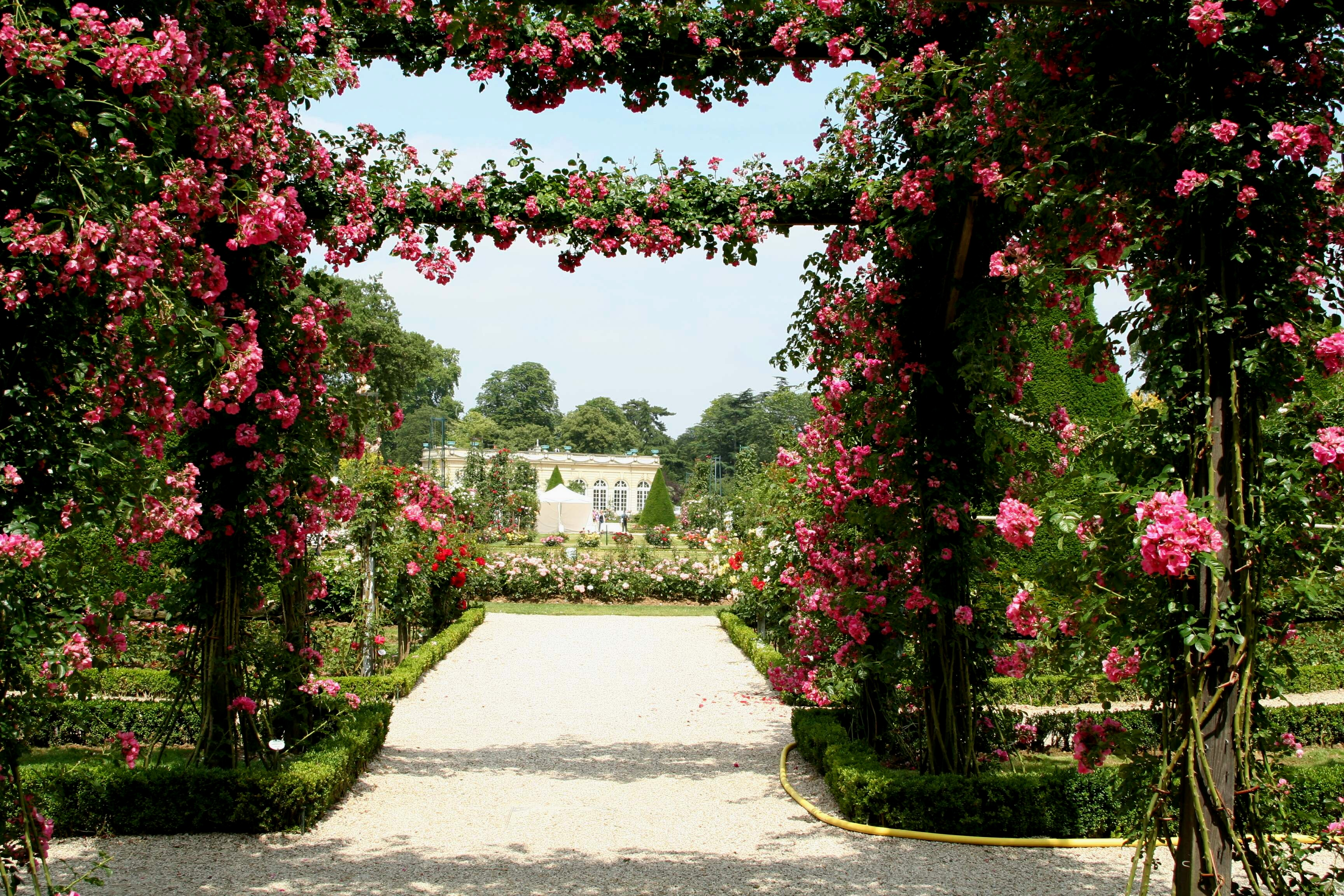
La rosaleda clásica, al fondo la orangerie y en premier plano el rosal trepador 'American Pillar'

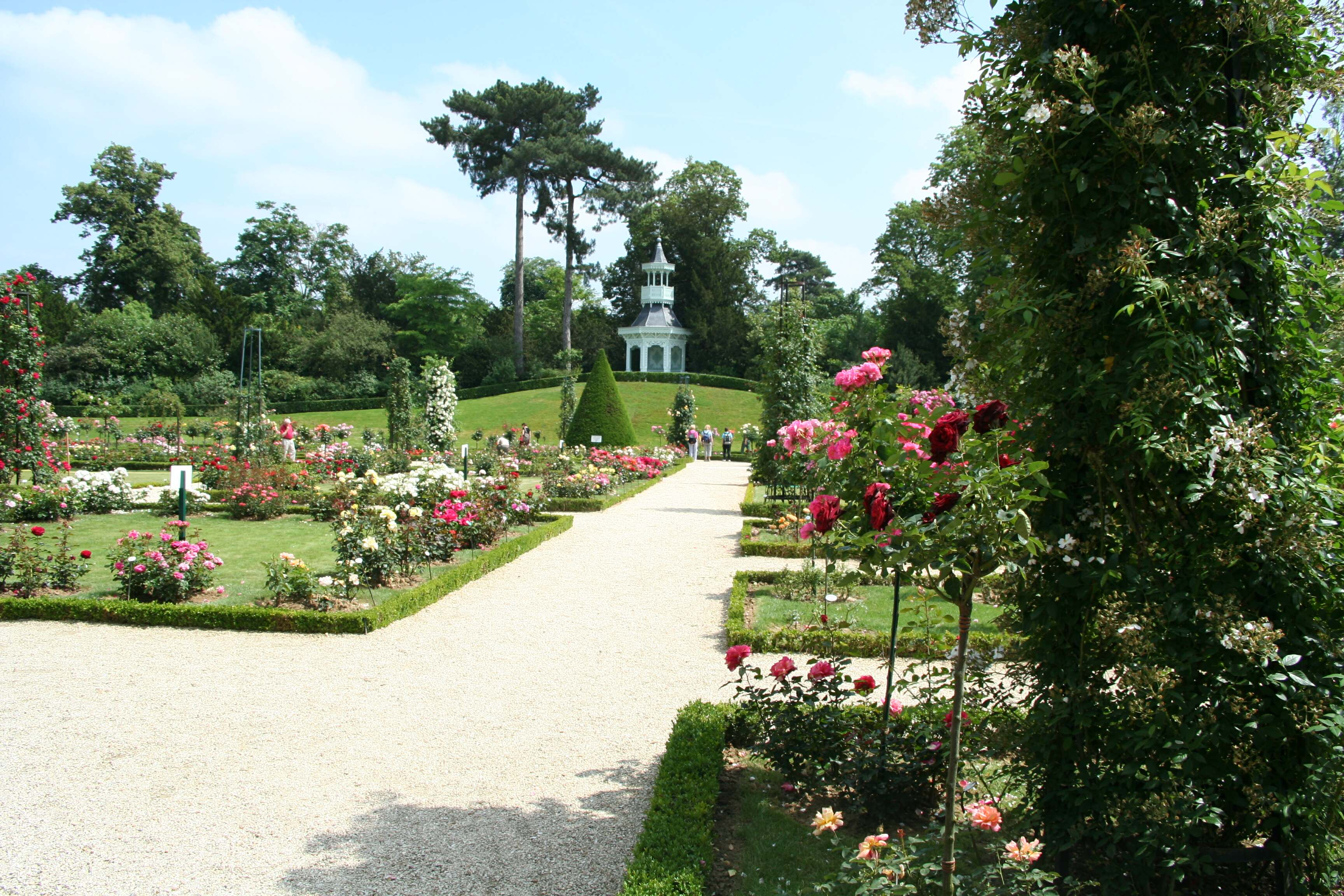
La rosaleda clásica y el kiosco

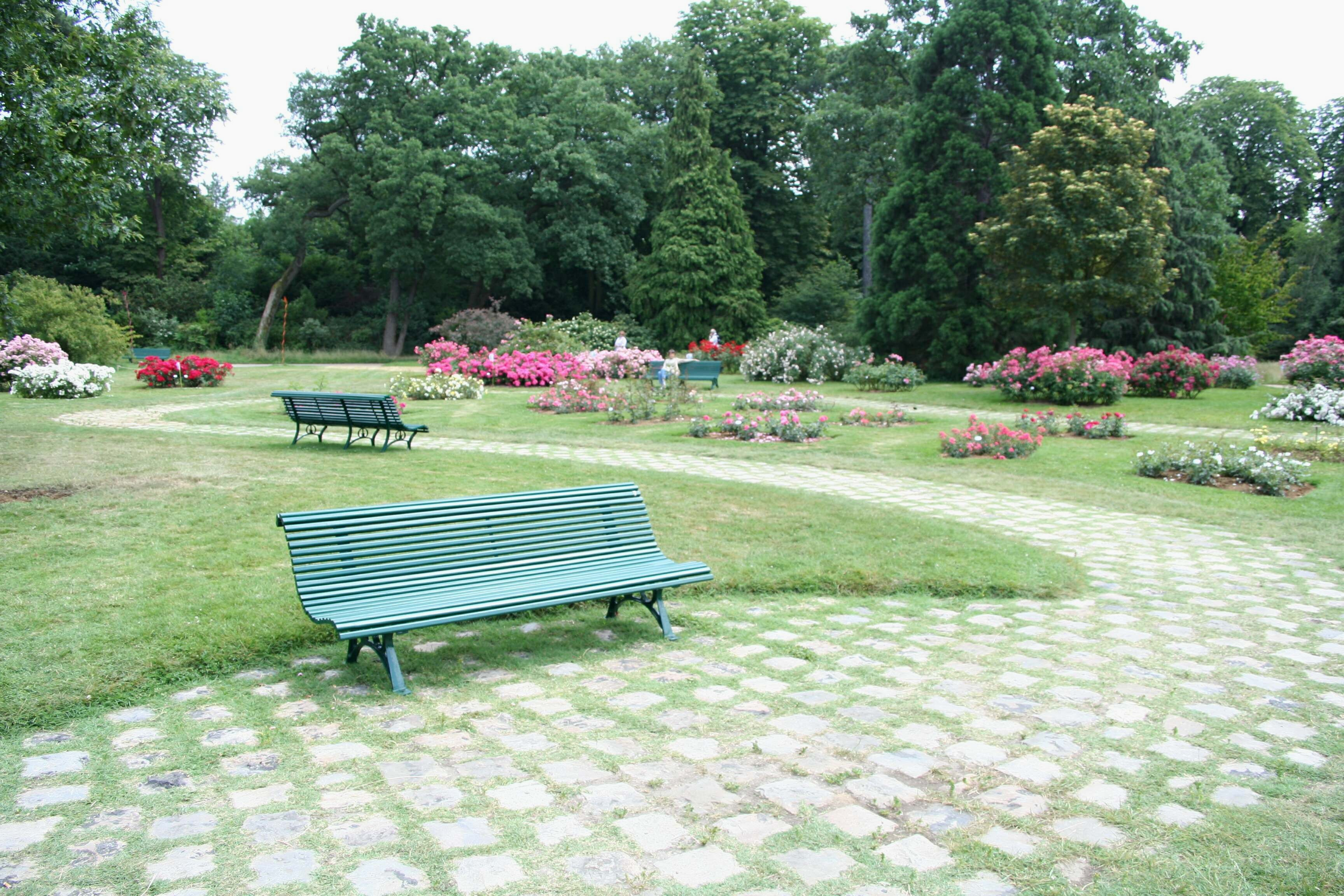
La rosaleda de paisaje

La Rosaleda de Bagatelle ( en francés : Roseraie de Bagatelle), situada en el parc de Bagatelle en París (Bois de Boulogne) es una de las rosaledas más importantes y más antiguas de Francia. Iniciada y administrada por la Ville de París, fue creada en 1905 por el arquitecto del paisaje Jean Claude Nicolas Forestier (1861-1930). En junio de cada año se desarrolla en este ámbito un concours international de roses nouvelles.
Esta rosaleda es una de las cinco colecciones de rosas, en Francia, que ostenta el título de « collection nationale » otorgado por el Conservatorio de colecciones vegetales especializadas.

## Descripción
La rosaleda de Bagatelle cuenta con alrededor de 9500 plantas de rosal representando unas 1100 varidades. Aquí nos encontramos las especies y cultivares más frecuentemente cultivados de numerosos híbridos de Rosa wichuraiana y de Rosa luciae.

## Historia
El parque de Bagatelle fue adquirido por la Ciudad de París en 1905. El conservador de los jardines de París, JuJean-Claude-Nicolas Forestier encargado de su rehabilitación se dedica a hacer del parque un jardín de colecciones botánicas, sin destruir la armonía de las adaptaciones anteriores. Transformó las zonas de viveros del parque en jardines de exhibición, para exponer colecciones de distintas flores y entre estas colecciones, la célebre rosaleda de Bagatelle. 

## Actividades
Desde 1907 tiene lugar en este ámbito el concours international de roses nouvelles de Bagatelle.